# Ebersberger Forst
Ebersberger Forst är ett kommunfritt område i Landkreis Ebersberg i Regierungsbezirk Oberbayern i förbundslandet Bayern i Tyskland.